# Wohnanlage Alttolkewitz

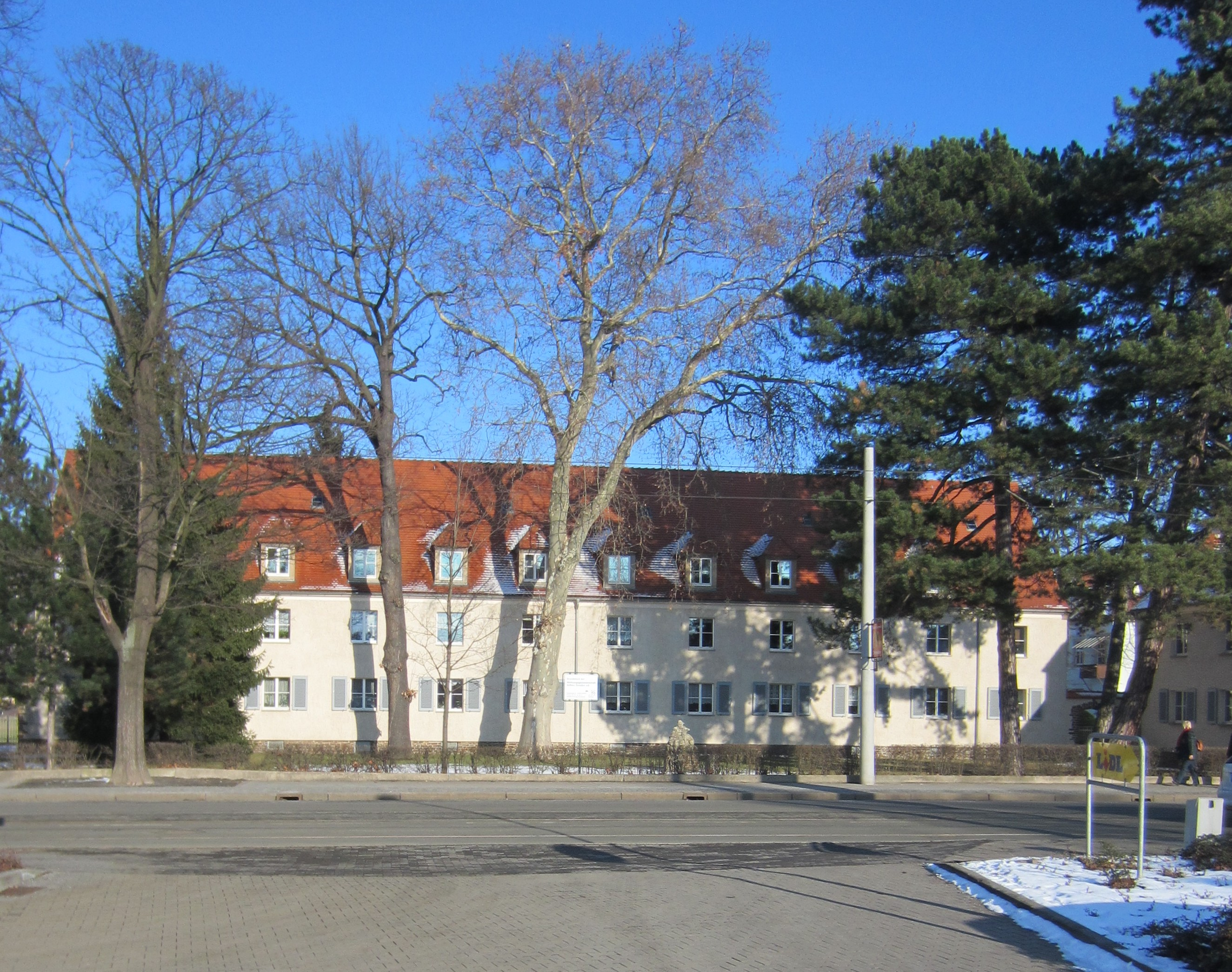
Mittelgebäude der Wohnanlage Alttolkewitz

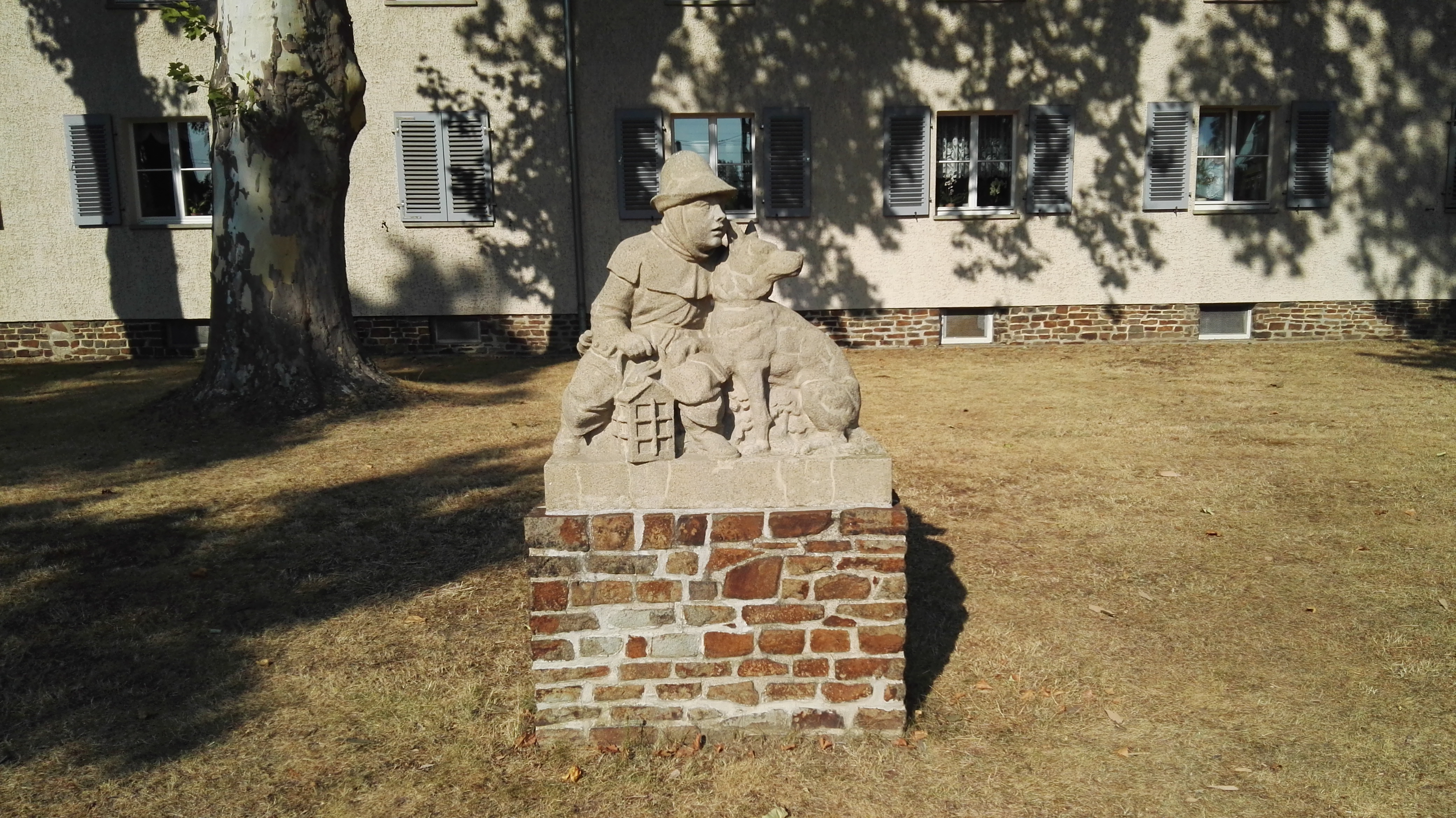
Skulptur Nachtwächter mit Laterne und Hund in der Wohnanlage

Die Wohnanlage Alttolkewitz ist ein denkmalgeschütztes Gebäudeensemble in Tolkewitz (Österreicher Straße 1–1e), unmittelbar angrenzend an den Dorfkern von Alttolkewitz, das von 1936 bis 1937 durch den Dresdner Spar- und Bauverein errichtet wurde und heute zur Wohnungsgenossenschaft Aufbau e. G. gehört.

## Geschichte
Der 1898 gegründete genossenschaftlich organisierte Dresdner Spar- und Bauverein hatte zum Ziel, Arbeitern und Angestellten preiswerten und gesunden Wohnraum zu schaffen. 1936–1937 wurde nach der Planung des Architekten Walter Jähnig ein Gebäudeensemble, bestehend aus fünf Wohnhäusern, direkt an der Gemarkungsgrenze von Tolkewitz zu Laubegast errichtet. Die Wohngebäude erhielten aus Kostengründen den jeweils gleichen Grundriss, wobei planerisch die drei Wohngebäude, die nördlich zur Elbe hin errichtet wurden, direkt aneinandergebaut wurden und die beiden anderen rechtwinklig dazu angeordnet ein Hof- und Gartenareal, das sich zur Österreicher Straße hin öffnet, von drei Seiten umschließen. Zur Straße zu ist das Grundstück durch eine niedrige Hecke abgegrenzt worden. Die Häuser wurden durch niedrige Mauern mit von Bruchstein eingefassten Durchgängen miteinander verbunden.
An den Bauherren erinnern zwei identische Reliefs, die über dem Schriftzug des Spar- und Bauvereins einen ruhenden Arbeiter zeigen, der glücklich auf Eigenheim und drei spielende Kinder blickt. Neben ihm steht seine Frau und hält ein Kleinkind auf dem Arm.
Das Gebäudeensemble wurde 1937 von der Stadt Dresden als vorbildlichster und bester Wohnungsbau 1937 ausgezeichnet, wobei neben der Gestaltung auch die Wohnlage gewürdigt wurde, da das Grundstück bis an die Elbauen reicht und demzufolge nicht überbaubar ist und ebenfalls einen eigenen Freiraum bildet.
Architektonisch sind die Mehrfamilienhäuser traditionalistisch und mit einfachsten Mitteln gestaltet worden: Trotz dass die Grundrisse genormt sind und die Fassade nur durch die Fensterreihung mit ihren Fensterläden gegliedert wird, wirken diese Gebäude im Sinne der damals ideologisch geforderten Heimatverbundenheit. Auch der Bruchsteinsockel der Gebäude und die Umrahmungen der Hauseingänge mit Betonwerkstein sowie die Satteldächer aus roten Ziegeln tragen dazu bei. Im Sinne dieser Heimatbetonung ist in der Mitte der Gartenanlage durch den Bildhauer H. Viehweg 1937 eine Steinfigur eines kauernden Nachtwächters mit Laterne und Hund auf einem Sockel ebenfalls aus Bruchsteinmauerwerk errichtet worden: Sie soll an alte deutsche Märchen anspielen.
Die Wohnanlage gehört zur Wohnungsgenossenschaft Aufbau e.G., wurde in den 1990er Jahren saniert, wobei der Wohnhausblock nördlich Balkonvorbauten erhielt. Eine erneute Sanierung war nach dem Elbehochwasser 2002 erforderlich, bei dem die Keller und die Erdgeschosse der Häuser in den Fluten standen.